# Caroline Ruhnau
Caroline Ruhnau (Münster, 16 de octubre de 1984) es una deportista alemana que compitió en natación, especialista en el estilo braza.
Ganó dos medallas de bronce en el Campeonato Europeo de Natación, en los años 2010 y 2012, y dos medallas de oro en el Campeonato Europeo de Natación en Piscina Corta, en los años 2009 y 2013.

## Palmarés internacional
| Campeonato Europeo                  | Campeonato Europeo  | Campeonato Europeo | Campeonato Europeo     |
| Año                                 | Lugar               | Medalla            | Prueba                 |
| ----------------------------------- | ------------------- | ------------------ | ---------------------- |
| 2010                                | Budapest (Hungría)  | Medalla de bronce  | 4 × 100 m estilos      |
| 2012                                | Debrecen (Hungría)  | Medalla de bronce  | 50 m braza             |
| Campeonato Europeo en Piscina Corta |                     |                    |                        |
| Año                                 | Lugar               | Medalla            | Prueba                 |
| 2009                                | Estambul (Turquía)  | Medalla de oro     | 100 m braza            |
| 2013                                | Herning (Dinamarca) | Medalla de oro     | 4 × 50 m estilos mixto |